# Festival japonés

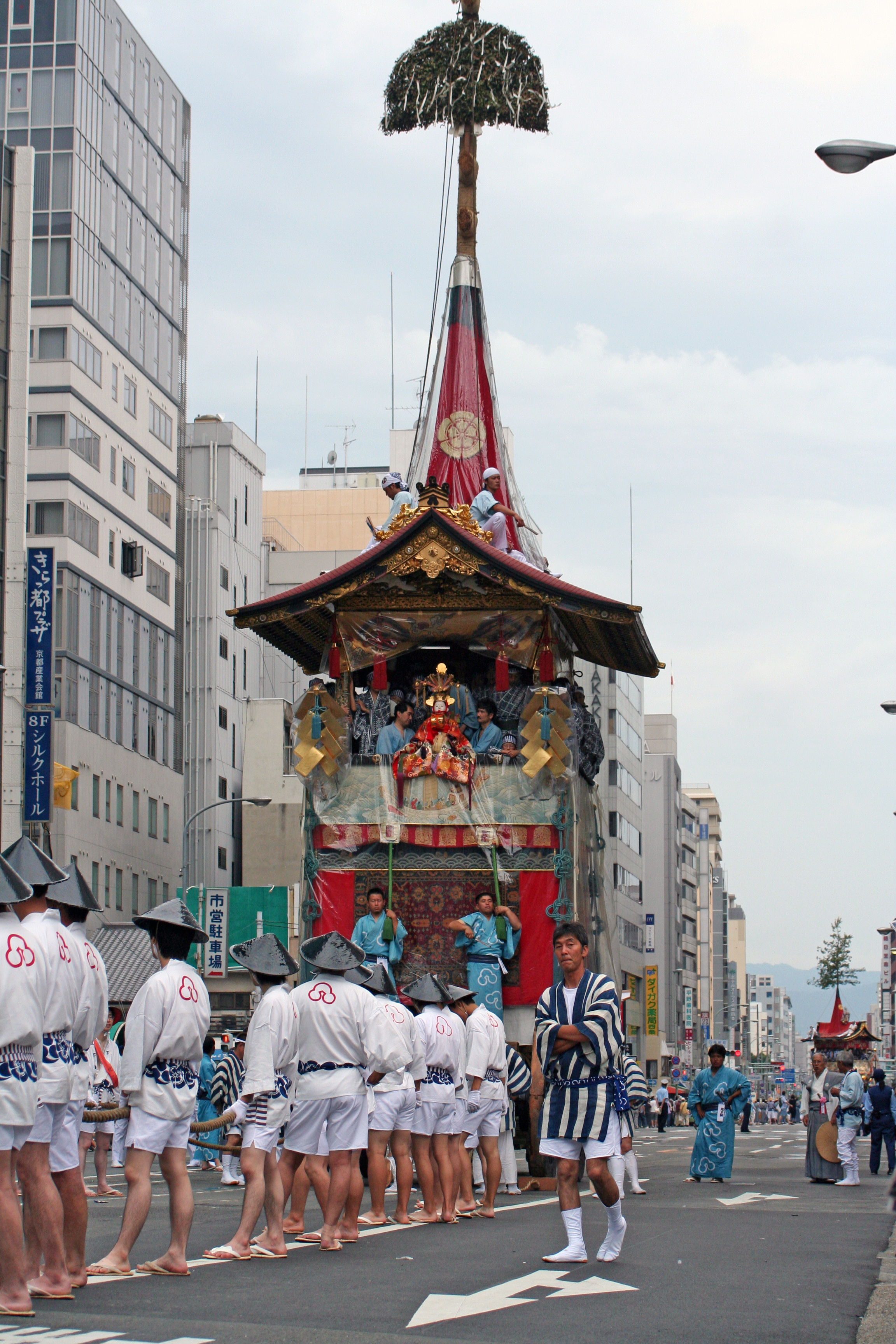
Gion Matsuri, Kyoto

Las fiestas o festivales japoneses son las ocasiones festivas tradicionales de Japón. Algunas fiestas tienen sus raíces en las fiestas tradicionales chinas, si bien han sufrido grandes cambios al mezclarse con las costumbres locales, siendo algunos tan diferentes que no se parecen en nada a los originales a pesar de compartir el mismo nombre y fecha. Hay también diversos festivales locales (por ejemplo el Tobata Gion) que son prácticamente desconocidos fuera de la prefectura en que se celebran. Suele decirse que siempre se encuentra un festival en algún lugar de Japón.
A diferencia de muchos pueblos del este asiático, los japoneses no suelen celebrar el Año Nuevo Chino (que fue sustituido por el Día de Año Nuevo occidental a finales del siglo XIX), si bien los residentes chinos de Japón lo siguen haciendo. Al barrio chino de Yokohama, el barrio chino más grande de Japón, acuden turistas de todo el país para disfrutar del festival, y algo parecido sucede con la Fiesta de las linternas de Nagasaki, que también se celebra en el barrio chino de esa ciudad.

## Acontecimientos dentro de las fiestas
Las fiestas se celebran en torno a uno o dos acontecimientos principales, con puestos de comida, entretenimientos y juegos de carnaval que aportan diversión a los asistentes. Algunas se celebran en torno a templos o altares, otros en torno a flores de fuego (hanabi) y otros incluso en torno a competiciones en las que los participantes llevan atuendos deportivos (véase Hadaka Matsuri).

## Patrimonio Cultural Inmaterial de la Humanidad
La UNESCO ha inscrito en 2016 a las "Yama, Hoko y Yatai, procesiones de carros alegóricos en Japón" en la Lista Representativa del Patrimonio Cultural Inmaterial de la Humanidad, que consta de 33 ejemplos representativos practicados en varias regiones del país, constituyendo una muestra de la diversidad de las culturas locales. "Esta práctica exige la colaboración de diversos grupos de comunidades y constituye un elemento importante de la identidad cultural de todos los que participan en ella.
Los ejemplos representativos están inscritos en el Inventario Nacional del Patrimonio cultural inmaterial de la Humanidad de Japón.

## Festivales locales (matsuri)
Matsuri (祭?) es la palabra japonesa para una fiesta, festival o día festivo donde se realizan plegarias y se expresa agradecimiento a las divinidades y a los antepasados. En Japón, las fiestas o festivales suelen estar patrocinados por un santuario sintoísta o templo budista local, aunque también pueden ser seculares.

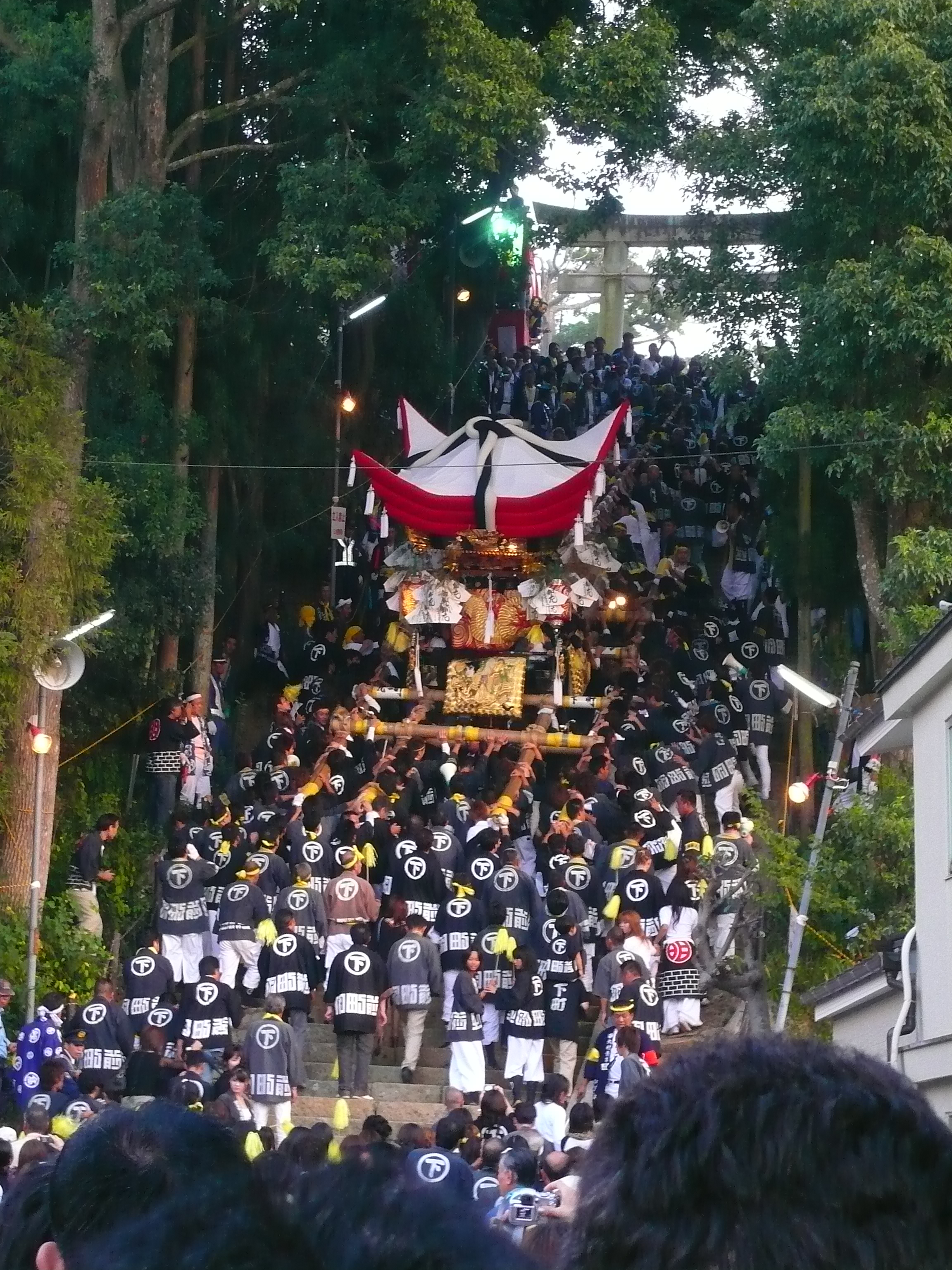
O-Mikoshi "Yatai".

No hay días de matsuri específicos para todo Japón, cambiando las fechas de una región a otra e incluso dentro de una misma región, pero tienden a agruparse alrededor de los festivos tradicionales, como el Setsubun o el Bon Odori. Casi cada localidad tiene al menos un matsuri al final del verano o principio del otoño, normalmente relacionado con la cosecha del arroz.
Los matsuri importantes incluyen a menudo procesiones, en las que se desfila generalmente con elaboradas carrozas o palanquines (mikoshi y dashi). Los preparativos para estas procesiones suelen organizarse a nivel de barrios (machi). Antes de estos, la deidad local (kami) puede ser instalada ritualmente en un mikoshi (altar portátil) que se lleva en procesión por las calles.
Casi siempre puede encontrarse en los alrededores de un matsuri puestos vendiendo suvenires y comidas como el takoyaki, además de juegos como el Kingyo Sukui (pesca de peces dorados con pequeñas redes de papel). A menudo se organizan concursos de karaoke, competiciones de sumo y otros entretenimientos junto con el matsuri. Si el festival se celebra junto a un lago, también suele poder alquilarse botes.
Los eventos preferidos de los matsuri más populares, como el Nada No Kenka Matsuri de Himeji o el Neputa Matsuri de Hirosaki, suelen retransmitirse por televisión para todo el país.
Algunos ejemplos de matsuri famosos son el Jidai, Hadaka Aoi y Gion Matsuri celebrados en Kioto; el Tenjin Matsuri en Osaka, y el Kanda, Sannō y Sanja Matsuri de Tokio. En particular, el Gion Matsuri, el Tenjin Matsuri y el Kanda Matsuri son los tres matsuri más famosos de Japón.
También cabe resaltar el Kanamara Matsuri, celebrado en Kawasaki, en el cual se venera al pene en honor a la fertilidad.

### Festival de la nieve de Sapporo (Hokkaido)

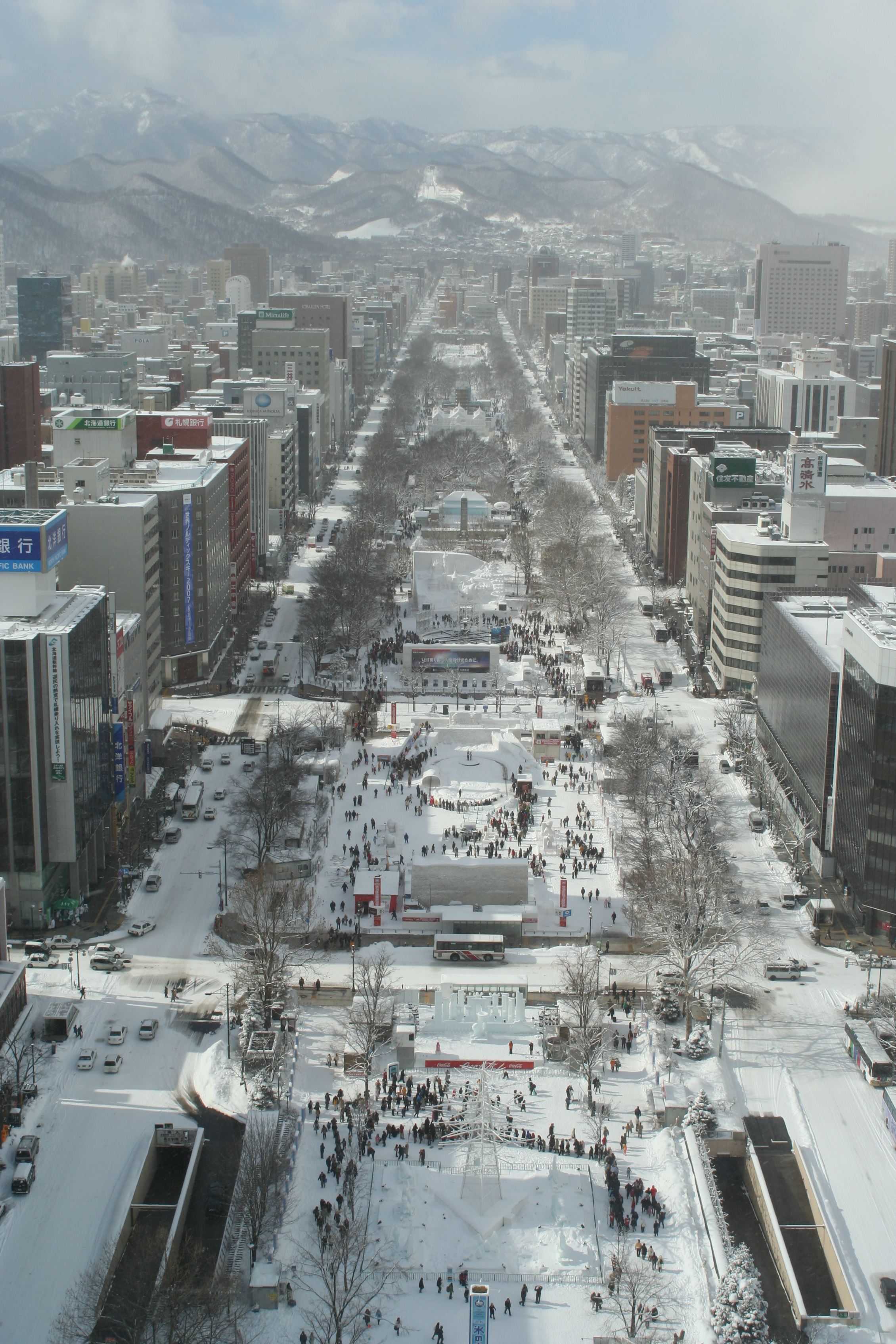
Festival de la nieve en Sapporo

El festival de la nieve de Sapporo (Sapporo Yuki Matsuri) es uno de los mayores festivales del año para la ciudad de Sapporo. Se celebra en febrero durante una semana desde 1950, cuando los estudiantes de secundaria hacían estatuas de nieve en el parque Odori (centro de Sapporo). Este evento es actualmente bastante grande y comercial, atrayendo a unos 2 millones de personas de todo el mundo cada año. Cerca de una docena de esculturas grandes se hacen para el festival, junto con unas 100 más pequeñas de hielo y nieve. Se celebran varios conciertos y otros eventos.

### Festival de hielo del lago Shikotsu
El lago Shikotsu es el lago libre de hielo más al norte de Japón, con 363 m de profundidad. El festival que se celebra en él incluye una cueva cubierta de moho, que siempre está verde por fuera y se cubre de hielo. Este festival se celebra de finales de enero a mediados de febrero, e incluye esculturas de hielo, pequeñas y grandes, que por la noche se iluminan con luces de colores. También hay un espectáculo de fuegos artificiales.

### Festival de nieve del lago Towada
Este festival se celebra a principios de febrero en la ciudad de Yasumiya, en la orilla sur del lago Towada (cerca de las estatuas de madera). Abre todo el día, organizándose actividades como un laberinto de nieve, la visita a un iglú japonés y el consumo de platos de las prefecturas de Aomori y Akita. Hay un espectáculo de fuegos artificiales.

### Festival denebutade Aomori
Se celebra anualmente entre el 2 y el 7 de agosto e incluye coloridas linternas flotantes llamadas nebuta que se ven en las calles del centro de Aomori. Este evento atrae a millones de visitantes. Durante el festival, 20 grandes nebuta fabricados con bases de madera, marcos metálicos y papel japonés (washi) pintado desfilan por las calles cerca de la estación de ferrocarril de Aomori. Los nebuta se pintan con figuras históricas o kabuki, y necesitan hasta un año de trabajo. También hay un baile, en el que los bailares haneto visten sus trajes especiales.

## Hadaka Matsuri

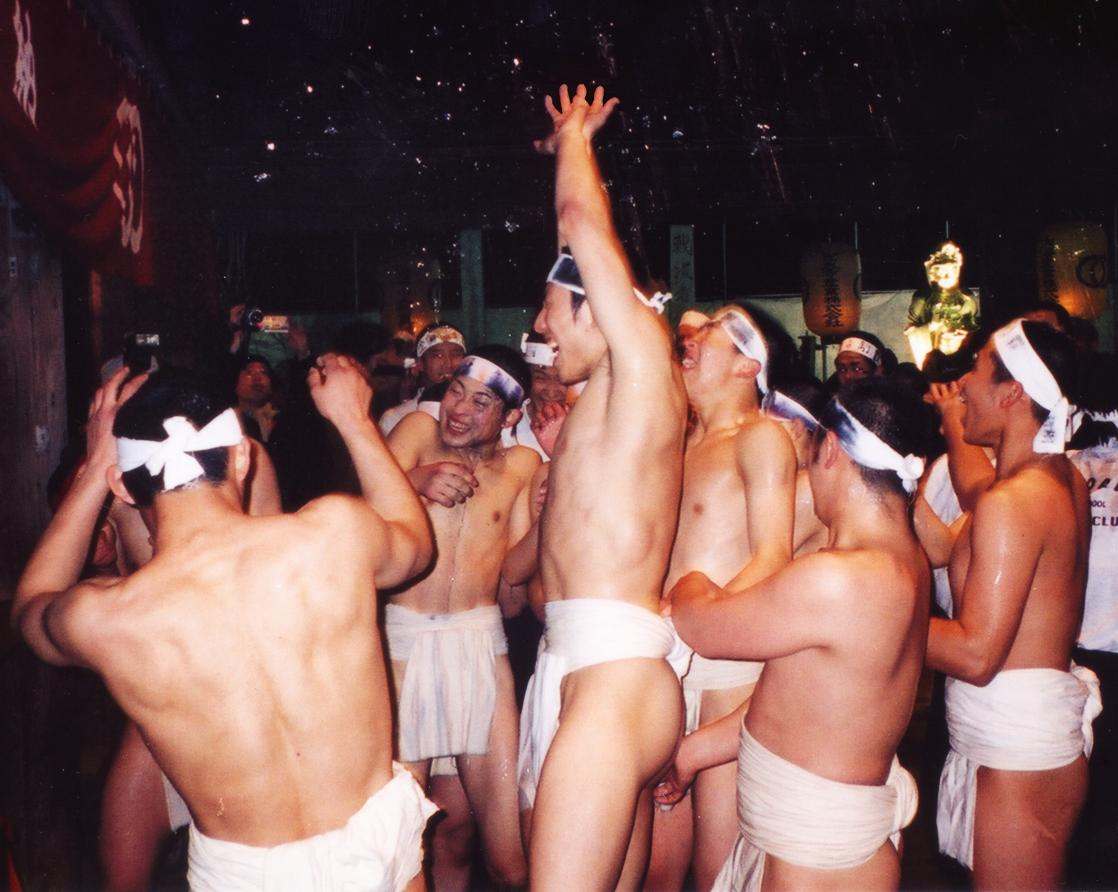
Hadaka Matsuri en Okayama

Los orígenes del Hadaka Matsuri están hace 500 años, cuando los fieles competían para recibir talismanes de papel llamado Go-o del sacerdote. Estos talismanes eran símbolos de la finalización del entrenamiento ascético de Año Nuevo. Cuando la gente los recibía tenían buena fortuna, de forma que el número de personas que los pedían cada año subía sin parar. Como el papel se rompía con facilidad, fueron sustituidos por los ofuda de madera que perduran hasta la fecha.

## Festivales nacionales

### Días fijos
- Seijin shiki: Día de celebración de la llegada a la mayoría de edad (segundo lunes de enero)
- Hinamatsuri: Festival de las muñecas (3 de marzo)
- Hanami: Evento para admirar flores  (finales de marzo a principios de abril)
- Tanabata: Festival de las estrellas (7 de julio)
- Shichi-Go-San: Festival de los niños de tres, cinco y siete años de edad (15 de noviembre)
- Ōmisoka: Nochevieja (31 de diciembre)

### Varios días
- Setsubun: División de la estación (comienzo de cada estación)
- Ennichi: Fiesta del templo (festivo relacionado con kami o Buda)

### Bunkasai
- Festival cultural japonés

### Año nuevo (正月Shōgatsu)
El Año Nuevo (正月 Shōgatsu), también llamado Oshōgatsu (O es un prefijo honorífico), se celebra entre el 1 y el 3 de enero, si bien las fiestas relacionadas con él se prolongan durante todo el mes.
Las celebraciones del Año Nuevo son las más importantes y elaboradas de todo el año en Japón. Antes de Año Nuevo, se limpian las casas, se saldan las deudas y se prepara o compra osechi, comida tradicional presentada en bandejas lacadas que se elige por sus colores afortunados, formas, o nombres biensonantes con la esperanza de que atraigan la buena suerte en diversas parcelas de la vida durante el nuevo año. Las casas se decoran y las fiestas se celebran con reuniones familiares, visitas a los templos o altares, y llamadas formales a parientes y amigos. El primer día del año (ganjitsu) suele pasarse con miembros de la familia.
La gente intenta permanecer despierta y comer toshikoshisoba, fideos soba que se toman a medianoche. También se visitan templos budistas y altares sintoístas, tradicionalmente tres. Esto se llama sansha-mairi. En el Palacio Imperial, al amanecer del 1 de enero, el emperador ejecuta el rito del shihōhai (adoración de los cuatro cuartos), en el que hace reverencias en la dirección de los diversos altares y tumbas imperiales y ofrece plegarias por el bienestar del país. El 2 de enero se permite el acceso del público a los jardines interiores del palacio, único día junto al cumpleaños del emperador (23 de diciembre) en el que esto es posible. Los días 2 y 3 de enero los conocidos se visitan entre sí para darse saludos (nenshi) y tomar sorbos de otoso (vino de arroz especiado). Algunos juegos típicos del Año Nuevo son el karuta (de naipes), hanetsuki (parecido al bádminton), takoage (vuelo de cometas) y komamawashi (baile de peonzas). Se juega a ellos para atraer más suerte para el nuevo año. Otra importante costumbre japonesa es el intercambio de tarjetas de felicitación (parecidas a los crismas occidentales). También se dan pagas especiales a los niños, a las que se llama otoshidama, y se decoran las entradas con kagami-mochi (dos bolas de arroz mochi una encima de la otra, con una mandarina encima) y kadomatsu (adornos de pino).
Una celebración posterior llamada Koshōgatsu (literalmente ‘pequeño Año Nuevo’) empieza con la primera luna llena del año (sobre el 15 de enero). Los principales acontecimientos del Koshōgatsu son ritos y rezos para una cosecha abundante.

### Hinamatsuri(festival de las muñecas, 雛祭)
El Hinamatsuri (雛祭) o festival de las muñecas, también llamado Sangatsu Sekku (festival del tercer mes), Momo Sekku (festival del melocotón) y Joshi no Sekku (festival de las muchachas), se celebra el 3 de marzo.
Es el día que las familias rezan por la felicidad y prosperidad de sus hijas, y para ayudar a que crezcan sanas y hermosas. La celebración tiene lugar tanto dentro de los hogares como en la playa. Se supone que ambos lugares alejan los malos espíritus de las muchachas. Las jóvenes visten sus mejores kimonos y visitan las casas de sus amigos. Se disponen plataformas escalonadas para las hina ningyō (un grupo de muñecos que representa al emperador, la emperatriz, sus asistentes y músicos en ropas cortesanas antiguas), y la familia celebra una comida especial de hishimochi (pasteles de arroz de forma triangular) y shirozake (malta de arroz con sake).

### Hanami(花見)

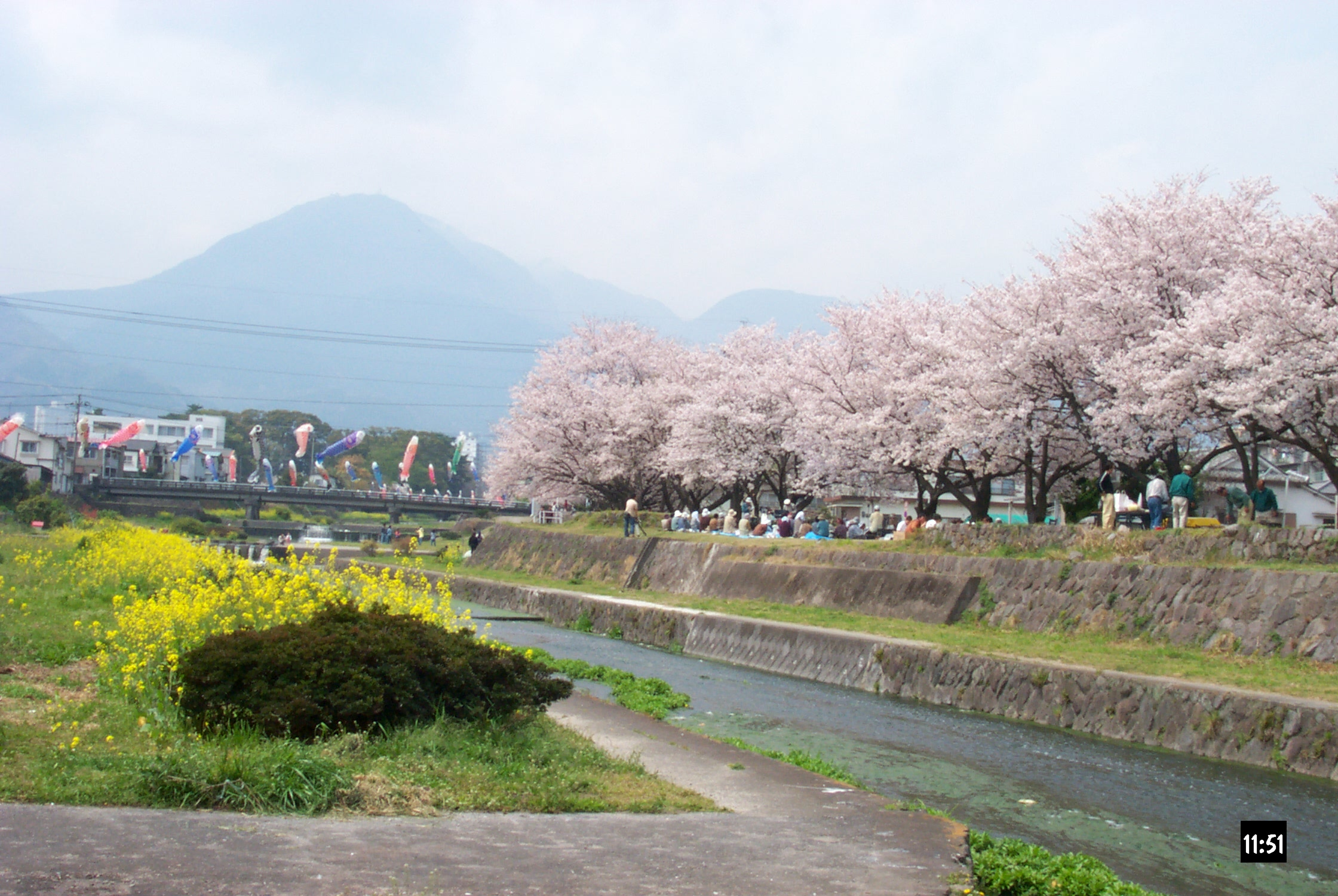
Fiesta de hanami en el río Sakai en Beppu (Oita).

El Hanami (はなみ, contemplación de flores), también llamado festival de los cerezos en flor, se celebra en abril, mes en el que se suceden diversos festivales florares en los altares sintoístas.
Se organizan excursiones y picnics en fechas tradicionalmente fijas, en lo que supone uno de los eventos más populares de la primavera. El tema de contemplar las flores ocupa desde hace mucho un lugar importante en la literatura, la danza y las bellas artes. El ikebana (arreglos florales) es también una parte popular de la cultura japonesa que sigue practicando mucha gente. Son típicas del Hanami las siguientes actividades: juegos, canciones y bailes populares, exposiciones de flores, carreras, desfiles, conciertos, espectáculos de kimonos, puestos con comidas y otras cosas, certámenes de belleza y ceremonias religiosas. Las familias salen los fines de semana a ver las flores de cerezo.

### Kodomo no hi(día de los niños, 子供の日)
El Kodomo no hi (子供の日), también llamado Festival del Iris (菖蒲の節句, Shōbu no Sekku) o Festival de Tango (端午の節句 Tango no Sekku), se celebra el 5 de mayo.
Mayo es el mes del festival del iris. El iris de tallo largo japonés es una flor simbólica: sus hojas largas y estrechas recuerdan las hojas afiladas de las espadas, y durante muchos siglos ha sido costumbre poner hojas de iris en el baño de los niños para dotarles de un espíritu marcial. Originalmente el 5 de mayo era un festival para niños equivalente al Festival de las Muñecas para las niñas, pero 1948 fue renombrado como Día de los Niños y declarado fiesta nacional. Sin embargo este nombre puede ser equívoco, pues los símbolos del coraje y la fuerza honran principalmente al sexo masculino. Es costumbre que este día las familias con hijos masculinos vuelen koinobori (banderas con forma de carpa, un símbolo del éxito) fuera de las casas, expongan muñecos guerreros (mushi ningyō) dentro y coman chimaki (pasteles de arroz envueltos en cogón u hojas de bambú) y kashiwamochi (pasteles de arroz rellenos con pasta de alubias y envueltos en hojas de roble).

### Tanabata(七夕)
El Tanabata (七夕) o Festival de las Estrellas se celebra el 7 de julio.
Tiene su origen en una leyenda popular china sobre dos estrellas, Vega y Altair, de las que se decía que eran amantes que se encontraban una sola vez al año, en la séptima noche del séptimo mes, si no llovía y se inundaba la Vía Láctea. Recibió el nombre de Tanabata por una doncella tejedora de una leyenda japonesa, llamada Orihime, que se creía que hacía ropas para los dioses. La gente escribe a menudo deseos y aspiraciones románticas en tiras largas y estrechas de papeles de colores, y las cuelga en ramas de bambú junto con otros pequeños adornos.

### Bon Odori(盆踊り)
El Bon Odori (盆踊り), también llamado Urabon (盂蘭盆), se celebra entre el 13 y el 15 de agosto (siendo esta la fecha en la que más se celebra).
Se trata de la práctica budista de honrar a los espíritus de los ancestros. Normalmente se erige un ‘altar de espíritus’ (shōryōdana) frente al butsudan (altar familiar budista) para dar la bienvenida a las almas de los ancestros. Se suele pedir a un sacerdote que vaya y lea un sutra (tanagyō). Entre los preparativos tradicionales para el regreso de los ancestros están la limpieza de las tumbas y la preparación de un camino desde ellas hasta la casa y la provisión de caballos o bueyes de paja para el transporte de los ancestros. El fuego de bienvenida (mukaebi) encendido el 13 de agosto y el de despedida (okuribi) encendido el 16 tienen la intención de iluminar el camino.

### Tōrō nagashi(灯籠流し)
El tōrō nagashi, celebrado el 15 o 16 de julio (o agosto, según la región), es la tradición que señala en final del Bon Odori. Se hacen flotar pequeños faroles de papel con velas encendidas dentro en ríos y costas para señalar el camino a los espíritus ancestrales cuando éstos se marchan. Se suele escribir un mensaje en el exterior del farol de papel.

### Shichi-Go-San(‘siete-cinco-tres’, 七五三)
El Shichi-Go-San (literalmente ‘siete-cinco-tres’, 七五三), celebrado el 15 de noviembre, es la fiesta en la que los niños de 5 años de edad y las niñas de 3 o 7 años son llevados al altar local para rezar por un futuro seguro y saludable. Este festival tiene origen en la creencia de que ciertas edades eran especialmente proclives a la mala suerte y por ello necesitaban de la protección divina. Los niños suelen vestir ropas tradicionales para la ocasión y tras visitar el altar mucha gente compra el chitoseame (‘caramelo milenario’) vendido en él.

### Fin de año
El Fin de Año (年の瀬 toshi no se o 年の市 Toshi no Ichi) se celebra a finales de diciembre.
Los preparativos se llevaban a cabo originalmente para recibir al toshigami o deidad del año entrante, y comenzaban el 13 de diciembre, cuando las casas recibían una limpieza a fondo, si bien actualmente la fecha está más cerca de finales de mes. Entonces las casas se decoran a la manera tradicional: una soga sagrada de paja (shimenawa) con tiras de papel blanco (shide) colgando se coloca sobre la puerta principal para evitar que los espíritos malignos entren y para mostrar la presencia del toshigami. También es costumbre poner kadomatsu, un arreglo de tres ramitos, junto al camino de entrada. Sobre un altar especial, conocido como toshidana (‘estante del año’), se apilan kagamimochi (pasteles de arroz redondos y planos), sake (vino de arroz), caquis y otros alimentos en honor del toshigami. Tradicionalmente se celebra una feria a finales de diciembre en altares, templos o vencindarios, en preparación de las fiestas de año nuevo. En ella se venden adornos y diversas mercancías. Originalmente estas ferias de fin de año daban oportunidad a los granjeros, pescadores y habitantes de las montañas para intercambiar bienes y comprar ropas y otras necesidades para el año siguiente.

### Nochevieja (大晦日Ōmisoka)
La Nochevieja (大晦日 Ōmisoka) se celebra el 31 de diciembre.
La gente suele realizar una limpieza general (ōsōji) de la casa para dar la bienvenida al nuevo año y no seguir teniendo influencias impuras. Mucha gente visitan templos budistas para oír las campanas tañer 108 veces a medianoche (joya no kane). Esto anuncia el paso del año viejo y la llegada del nuevo. La razón de que se tañan 108 veces es la creencia budista de que los seres humanos están acosados por 108 deseos o pasiones terrenales (bonnō), disipándose una con cada golpe. También es costumbre comer toshikoshi-soba con la esperanza de que las fortunas familiares se extiendan como los largos fideos.

### Hanabi (花火)

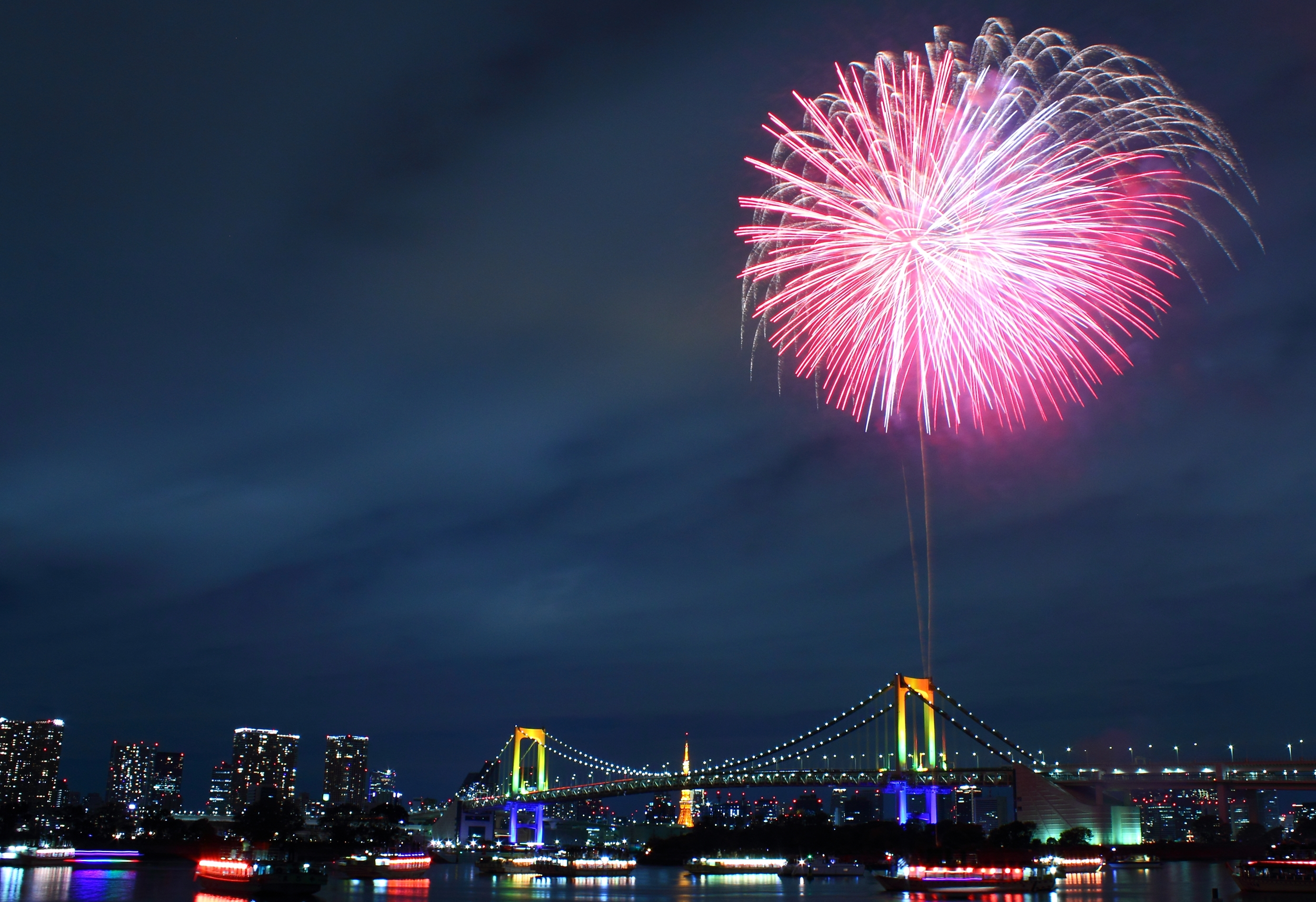
Hanabi en Odaiba (Tokio), se observa el Puente del Rainbow.

Hanabi (花火, はなび), formada por los caracteres "flor" y "fuego".
En el verano japonés comienza la temporada de los fuegos artificiales o juegos pirotécnicos e iluminan el cielo en todas las regiones de Japón. Estos espectáculos, tienen lugar por lo general en julio o agosto y son ampliamente anunciados y se realizan a lo largo del archipiélago japonés.